# Lit (Szwecja)

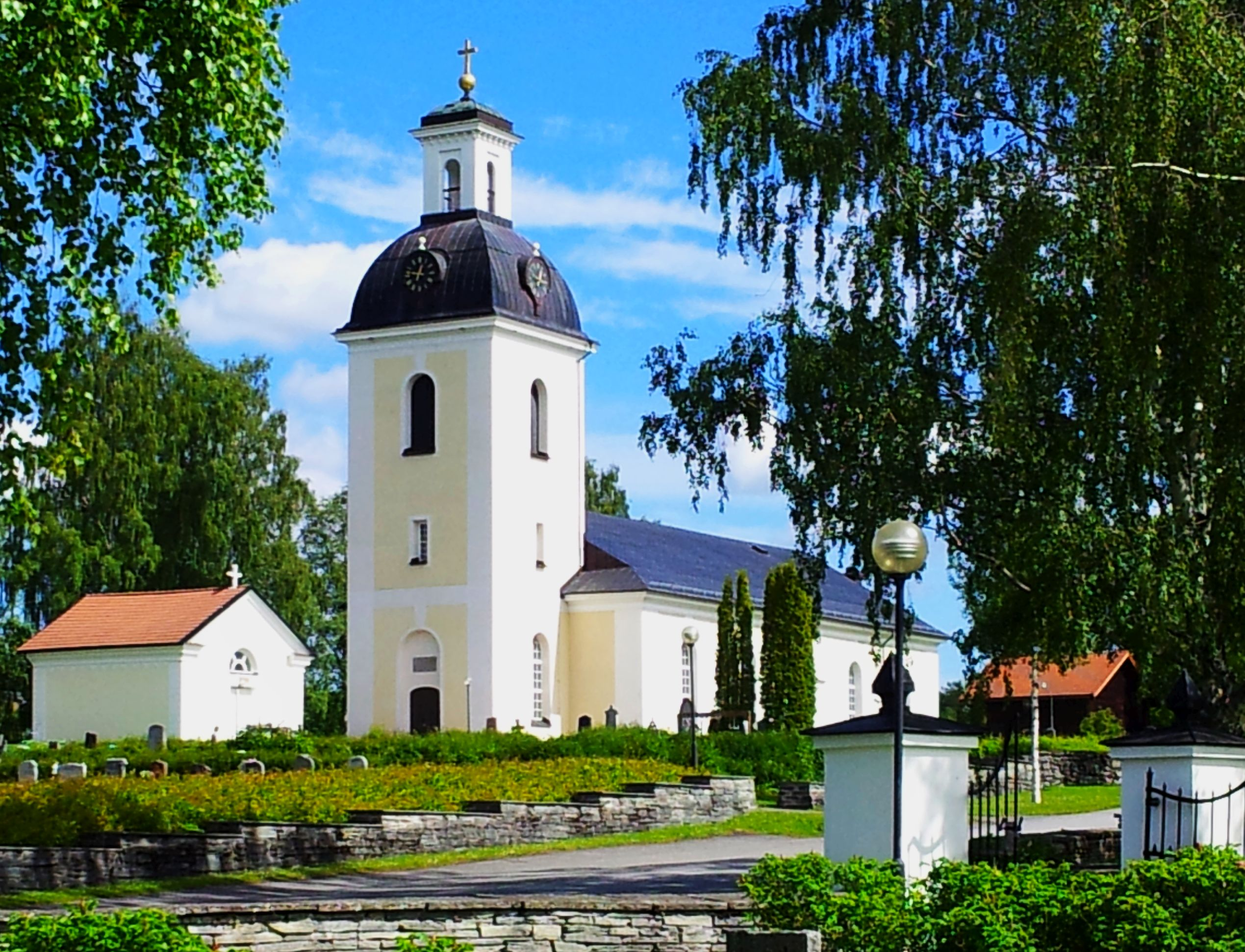
Kościół w Lit

Lit – miejscowość (tätort) w Szwecji, w regionie administracyjnym (län) Jämtland, w gminie Östersund.
Według danych Szwedzkiego Urzędu Statystycznego liczba ludności wyniosła: 1117 (31 grudnia 2015), 1125 (31 grudnia 2018) i 1168 (31 grudnia 2019).